# MangasZene
Die MangasZene war ein deutschsprachiges Fachmagazin für Anime (japanischer Zeichentrick) und Manga (japanische Comics), das von 2001 bis 2006 regelmäßig erschien und nach einer weiteren Sonderausgabe im Herbst 2007 eingestellt wurde.
Gegründet wurde die MangasZene von ehemaligen Redaktionsmitgliedern der Anime- und Manga-Zeitschrift AnimaniA. Die ersten beiden  Ausgaben von Januar 2001 und März 2001 wurden noch als MangaZone veröffentlicht, ehe der Titel aus namensrechtlichen Gründen geändert werden musste.
Die MangasZene war bei ihrer Gründung das erste deutschsprachige Magazin, das über die Konzentration auf japanische Comics und Zeichentrickfilme hinausging und auch die japanische Jugendkultur insgesamt beleuchtete. Sie bot neben Anime- und Manga-Reviews Berichte über Spiele und japanische Musik und Lebensart. Zudem sollte dem Leser durch Diskussionsecken, Leserbriefseite, Fan-Galerie, Dōjinshi- und Fanfiction-Ecke und die Möglichkeit, Gastbeiträge zu schreiben, die Möglichkeit gegeben werden, sich selbst einzubringen und das Heft mitzugestalten.
Ende 2006 wurde die bis dahin zweimonatliche Erscheinungsweise des Heftes zugunsten der Planung aufgegeben, in unregelmäßigen Abständen auf ein bestimmtes Thema beschränkte Sonderhefte mit jeweils angepasstem Umfang, Preis und Auflage zu veröffentlichen. Dies wurde jedoch nur bei einem Sonderheft über Yuri und Yaoi im September 2007 realisiert.
Im Oktober 2007 wurde beim Amtsgericht Köln ein Insolvenzverfahren gegen den Verlag Erbstößer & Holzer eröffnet. Laut Mitteilung der Chefredaktion sind weitere Veröffentlichungen der MangasZene in gedruckter Form nicht mehr vorgesehen.

## Weitere Aktivitäten der Redaktion
Die MangasZene-Redaktion hat auch mehrfach die Anime-Convention „Bonenkai“ veranstaltet (2001 in Karlsruhe, 2002 in Leverkusen, 2004 und 2006 jeweils in Neustadt an der Weinstraße).
Ende 2002 wurde das DVD-Label Anime House ins Leben gerufen. Da dieses Label nicht mehr zum Verlag Erbstößer & Holzer gehörte, war es vom Insolvenzverfahren nicht betroffen.